# Avenue Léopold-Florent Lambin
Pour les articles homonymes, voir Lambin.
L'avenue Léopold-Florent Lambin est une rue bruxelloise de la commune d'Auderghem qui prolonge la rue François Bekaert jusqu'à la rue Henri Van Antwerpen.
Sa longueur est d'environ 230 mètres.

## Historique et description
Au milieu du XXe siècle, Les Habitations et Logements à Bon Marché (HBLM) mirent en chantier une deuxième cité-jardin entre les avenue Joseph Chaudron, J. Van Horenbeeck, R. Stevens et D. Boon. Les terrains achetés à cet effet étaient entièrement remplis fin des années 60. Voulant se développer davantage, la société devait acquérir de nouveaux terrains.
Après de longues négociations, l'Institut du Sacré-Cœur voisin, en difficultés financières vu les coûts élevés induits par l'entretien de ses énormes jardins, vendait des parties de son domaine. Ainsi se créèrent deux rues auxquelles le conseil donna le nom de deux victimes de guerre le 8 juin 1970.
Mandatée par l'autorité communale, la HBLM y réalisa des logements destinés à recevoir des retraités dans de confortables appartements.